# Capodichino
Capodichino est un quartier la commune de Naples, situé au nord de la ville, dans le secteur San Pietro a Patierno (it) et appartenant au VIIe district de l'agglomération de Naples (en).
L'aéroport international de Naples-Capodichino, construit en 1910, a pris le nom du quartier.

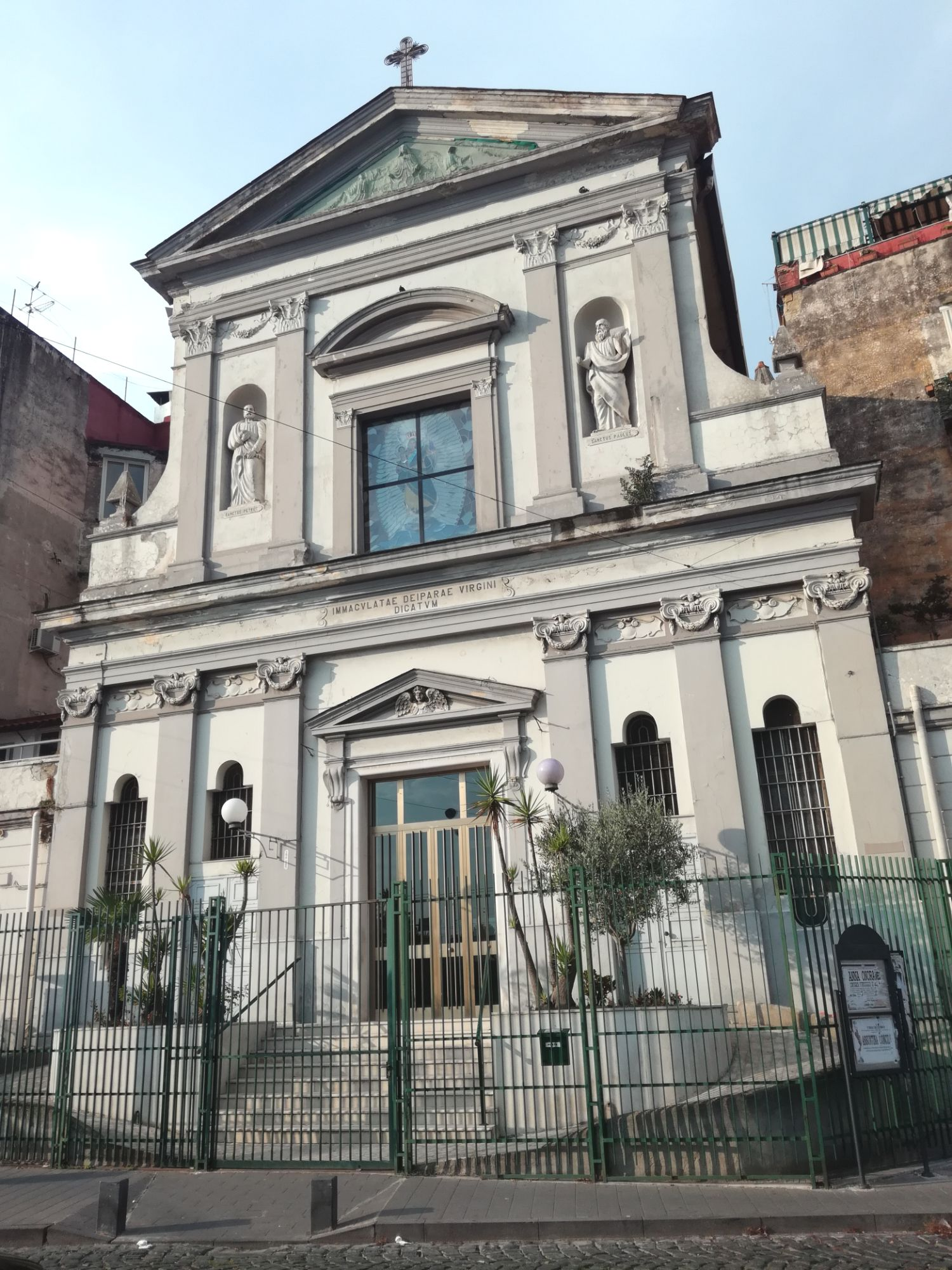
Chiesa dell'Immacolata

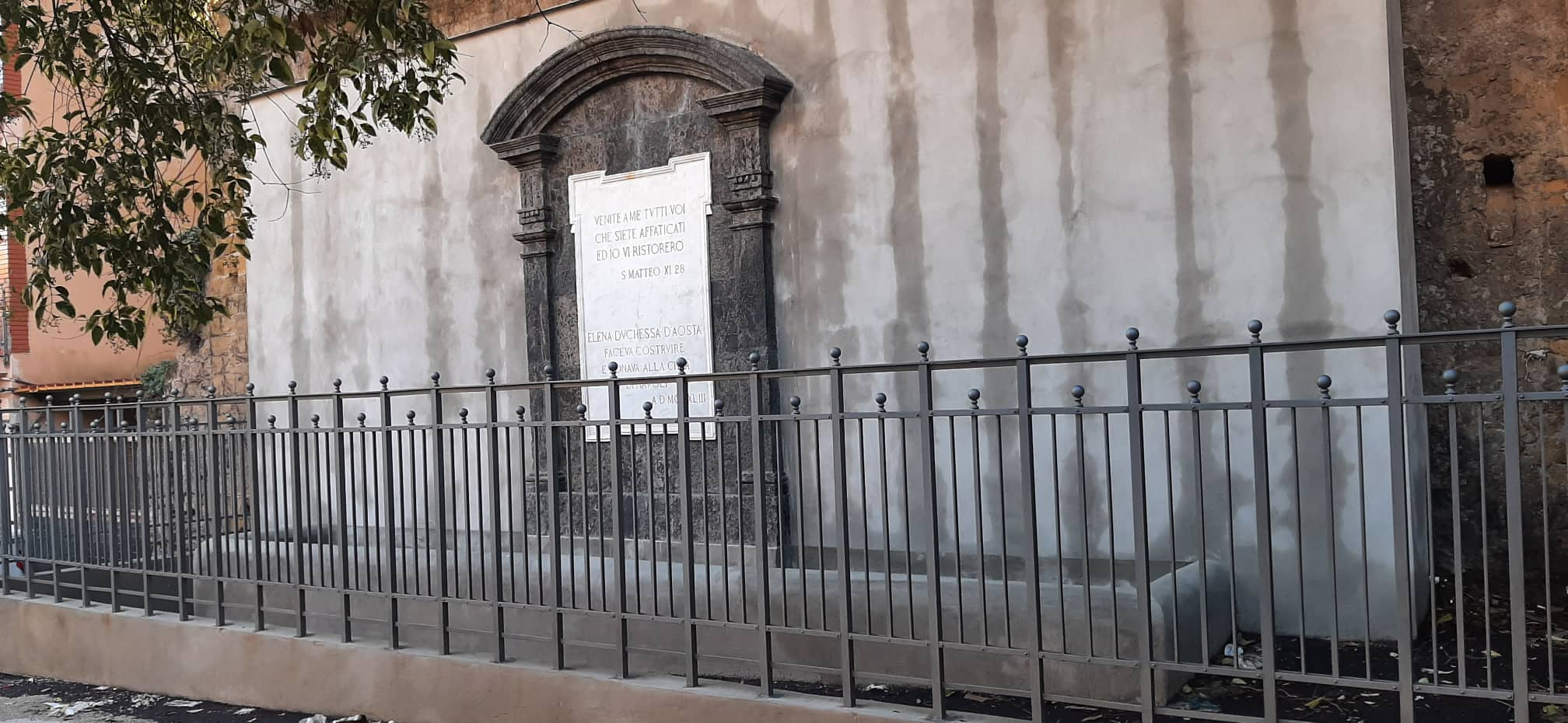
Fontaine de Capodichino

## Géographie
Capodichino se situe à 5 km du centre de Naples. Il est bordé au nord par le quartier de Secondigliano, au sud par le quartier de Poggioreale (en), la zone des Ponti Rossi et la zone Doganella (it) et, à l'ouest par les quartiers de Miano et de San Carlo all'Arena (it) et, à l'est par la commune de Casoria.

## Monuments
Le quartier comporte notamment la Fontana di Capodichino (it), construite en 1943 à la demande d'Hélène d'Orléans, ainsi que l'église de l'Immaculée-Conception de Capodichino, construite en 1855.

## Infrastructure et transports
Capodichino est accessible directement depuis le centre-ville de Naples par la SP 500 et par l'autoroute A56.

### Routes
- Autoroute A1 sortie Capodichino A56 - Tangenziale di Napoli, sorties N° 1-2-3 et 4 Capodichino,
- depuis le nord et l'est, par la Voie-rapide SS162dir (it),
- Strada provinciale 500 dell'Asse Perimetrale di Melito (it).

### Ferroviaire
Pendant les années 1970, Capodichino, est desservie par la gare de Naples Capodichino (it) par la Ferrovia Alifana.

### Métro
Capodichino est desservie par la station de métro Capodichino Aeroporto sur la ligne 1 du métro de Naples, station qui dessert également l'aéroport de Naples-Capodichino.

### Avion
L'aéroport de Naples-Capodichino se situe dans le quartier.